# Nyctibatrachus kempholeyensis
Nyctibatrachus kempholeyensis és una espècie de granota que viu a l'Índia.